# Адолф Фридрих III (Мекленбург)
Адолф Фридрих III фон Мекленбург-Щрелиц (на немски: Adolf Friedrich III von Mecklenburg-Strelitz; * 7 юни 1686, Нойщрелиц; † 11 декември 1752, Нойщрелиц) от Ободритите, е управлаващ херцог на Мекленбург-Щрелиц (1708 – 1752).

## Живот
Син е на Адолф Фридрих II фон Мекленбург (1658 – 1708) и първата му съпруга принцеса Мария фон Мекленбург-Гюстров (1659 – 1701), дъщеря на херцог Густав Адолф фон Мекленбург (1633 – 1695) и Магдалена Сибила фон Шлезвиг-Холщайн-Готорп (1631 – 1719).
След смъртта на баща му той поема през 1708 г. регентството на частта Мекленбург-Щрелиц. На 24 октомври 1712 г. изгаря старият дворец в Щрелиц и той строи от 1726 до 1731 г. нов дворец в Глинеке. На 20 май 1733 г. се създава по-късният град-резиденция Нойщрелиц.
Адолф Фридрих III създава ок. 1750 г. малко давания орден de la fidélité et constance.
Той умира на 66-годишна възраст на 11 декември 1752 г. и е погребан в Миров. Понеже херцог Адолф Фридрих III няма мъжки наследник и по-малкият му полубрат принц Карл Лудвиг Фридрих (1708 – 1752) умира малко преди него, на трона в Щрелиц идва племенникът му Адолф Фридрих (IV).

## Фамилия
Адолф Фридрих III се жени на 16 април 1709 г. в Райнфелд за принцеса Доротея София фон Шлезвиг-Холщайн-Пльон (* 4 декември 1692, Пльон; † 29 април 1765, Фюрстенберг/Хавел) от Дом Олденбург, дъщеря на херцог Йохан Адолф фон Шлезвиг-Холщайн-Зондербург-Пльон (1634 – 1704) и Доротея София фон Брауншвайг-Волфенбютел (1653 – 1722). Те имат две дъщери:
- Мария София (* 5 май 1710; † 21 февруари 1728), 1719 г. номинирана за абатиса на манастир Рюн, но вероятно никога не е била такава
- Магдалена Христиана (* 21 юли 1711; † 27 януари 1713)